# Anthony Soubervie
Anthony Soubervie né le 24 avril 1984 à Cayenne en Guyane est un footballeur français, international guyanais. Il évolue au poste défenseur central et arrière droit au Angoulême FC.

## Biographie

### En club
Formé aux Girondins de Bordeaux, « des poussins jusqu'aux moins de 17 ans nationaux », il y côtoie notamment le futur international français Mathieu Valbuena, dont la famille est alors amie avec les Soubervie. Il part ensuite à l'OGC Nice où il passe deux saisons avec la réserve puis il poursuit deux ans à un niveau régional avec le Langon Castets FC avant de reprendre avec l'Aviron bayonnais qui évolue alors en CFA (4e division) lors de la saison 2007-08. Il y passe cinq années, avec une montée en National en 2008, avant de signer au FC Rouen à l'été 2012.
Après une saison intéressante avec SR Colmar mais marqué par un dépôt de bilan, il rejoint le FC Chambly en 2016.

### En sélection
Il est sélectionné pour la première fois en sélection de Guyane par Jaïr Karam à l'occasion d'un match amical contre le Suriname le 27 mai 2014. Il est ensuite retenu dans le groupe guyanais pour les qualifications à la coupe caribéenne des nations 2014, au cours desquelles il marque son premier but international le 30 mai contre les Îles Vierges britanniques.

## Palmarès
- Avec l'Aviron bayonnais :
  - Deuxième du groupe D du Championnat de France amateur en 2008